# مینا کوماری
مینا کماری با نام اصلی ماه جبین بانو (زادهٔ ۱ اوت ۱۹۳۳ در بمبئی – درگذشتهٔ ۳۱ مارس ۱۹۷۲ در بمبئی) بازیگر سینمای هند بود.
وی در سال ۱۹۳۲ در شهر بمبئی هندوستان زاده شد. وی سومی دختر «علی بخش» و «اقبال بیگم» بود. «خورشید» و «مدهو» دو خواهر بزرگترش بودند. پدر مینا یک شیعهٔ مسلمان بود. علی بخش در نقش‌های کوچک فیلم‌های هندی ظاهر می‌شد. گاهی هم اشعاری می‌سرود. اقبال بیگم، مادر مینا و دومین همسر علی بخش بود. وی قبل از آشنایی و ازدواج، یک بازیگر و رقاصه بود.
خانوادهٔ مینا از نظر اقتصادی چندان روبه راه نبودند. مینا کار بازیگری را از دوران کودکی شروع کرد.
این بازیگر در آستانهٔ ۴۰ سالگی به خاطر اختلالات شدید کبدی درگذشت.

## بخشی از فیلمشناسی
- پاکیزه -۱۹۷۲
- دشمن -۱۹۷۲
- مال خودم -۱۹۷۱
- مقصد بهار-۱۹۶۸
- ماجلی دیدی-۱۹۶۷
- باهو بیگم-۱۹۶۷
- گهواره چوبی-۱۹۶۷
- گل و سنگ-۱۹۶۶
- پورنیما-۱۹۶۵
- سرمه-۱۹۶۵
- یک شب بارانی-۱۹۶۵
- بی‌نظیر -۱۹۶۴
- تصویر نگار-۱۹۶۴
- تنها نرو-۱۹۶۳
- قلب یک معبد است -۱۹۶۳
- آرتی -۱۹۶۲
- ارباب، همسر و غلام -۱۹۶۲
- من باید ساکت بمانم-۱۹۶۲
- قلب من-۱۹۶۰
- کوه‌نور-۱۹۶۰
- چهار قلب، چهار راه -۱۹۵۹
- چراغ خانه روشنایی خانه -۱۹۵۹
- یهودی -۱۹۵۸
- شارادا -۱۹۵۷
- تنها راه -۱۹۵۶
- آزاد -۱۹۵۵
- بادبان -۱۹۵۴
- زن متأهل-۱۹۵۳
- علاءالدین و چراغ جادو -۱۹۵۲
- بایجو دیوانه-۱۹۵۲
- خواهر -۱۹۴۱
- تنها اشتباه -۱۹۴۰